# Eduardo Héctor Garat
Eduardo Héctor Garat Cabanillas (Rosario, 27 de noviembre de 1945, Rosario, 1978 o 1979) fue un abogado y escribano argentino, militante de Montoneros. 
El 13 de abril de 1978 fue secuestrado y desaparecido por la última dictadura cívico-militar argentina (1976-1983).

## Vida
Estudió abogacía en la Universidad Nacional de Rosario y en 1967 y 1968, integró la dirección nacional de Franja Morada antes de que se convirtiera en el brazo universitario del Radicalismo. Participó del llamado Rosariazo en 1969 y en 1970 viajó a Chile para celebrar el triunfo del socialismo de Salvador Allende. Se recibió de abogado y de escribano.
Fue docente en las carreras de Periodismo y Ciencia Política de la Universidad Nacional de Rosario y defensor de presos políticos. Fue militante también de la Juventud Peronista, Partido Reformista, el Partido Auténtico y Montoneros. Casado con Elsa Martín, con quien tuvo tres hijos.
A fines de 1974 estuvo encarcelado por pegar carteles en la calle con Ricardo Massa, hijo de Elsa Massa, quien también continúa desaparecido.
Un informe de la Dirección de Inteligencia de la policía de Buenos Aires (DIPBA) del año 1967 lo menciona en un registro. Participó de la Comisión investigadora de la desaparición de Tacuarita Brandazza (1949-1972), a quien no conocía pero se considera que la muerte de este marcaría la suya propia.

## Secuestro y desaparición

Escudo del grupo Montoneros.

Fue secuestrado en la madrugada del 13 de abril de 1978 en una esquina céntrica de Rosario.

### Las investigaciones
Se supo que fue secuestrado por un grupo de tareas del Batallón 121 y conducido al centro clandestino de detención ubicado en el Seminario Salesiano Ceferino Namuncurá, de Funes, donde fueron torturados Garat, Mac Guire y Pistacchia. Según algunas versiones, el arzobispo de Rosario, Guillermo Bolatti, recorría los centros clandestinos junto a los torturadores. Mac Guire y Pistachia confirmaron que fue torturado, hasta fallecer.
Cuando el secuestro de Mac Guire fue convertido en detención, su mujer, María Magdalena Carey, pudo visitarlo y se comunicó con la esposa de Garat. Le dijo que habían estado en un centro clandestino en Funes y que luego de torturar al exsacerdote le exigieron que firmara una especie de confesión, "o te hacemos boleta como a Garat que no quiso firmar".

### La causa "Guerrieri"
Su familia se presentó como querellante en la megacausa conocida como "Guerrieri", que investiga los crímenes cometidos por el Ejército en Santa Fe. A pesar de las gestiones que realizó su esposa y su madre, que incluyeron Habeas corpus, diversas entrevistas con personal militar, eclesiástico y político, nunca se logró conocer su paradero. Eduardo permanecía desaparecido, sin conocerse en 2014 cuál fue su destino final.
La desaparición de Garat se investiga en un cuarto tramo de la causa "Guerrieri". Ya hubo dos juicios con condenas, hay una tercera parte elevada a juicio oral esperando fecha, y esta que está en instrucción. Hay unos cuarenta procesados en ese expediente, entre agentes de inteligencia, militares y policías.

## Madre de la plaza
Su madre, Haydee Cabanillas de Garat (Córdoba, marzo de 1908 - Rosario, enero de 2004), fue una activa integrante de Madres de la plaza 25 de Mayo. Mencionada en el libro de Marianella Scocco: El viento sigue soplando. Los orígenes de Madres de Plaza de Mayo de Rosario (1977-1985), y en el homenaje de HIJOS para las Madres, al inaugurar La ronda, una escultura cinética emplazada en la histórica plaza.

## Libro póstumo

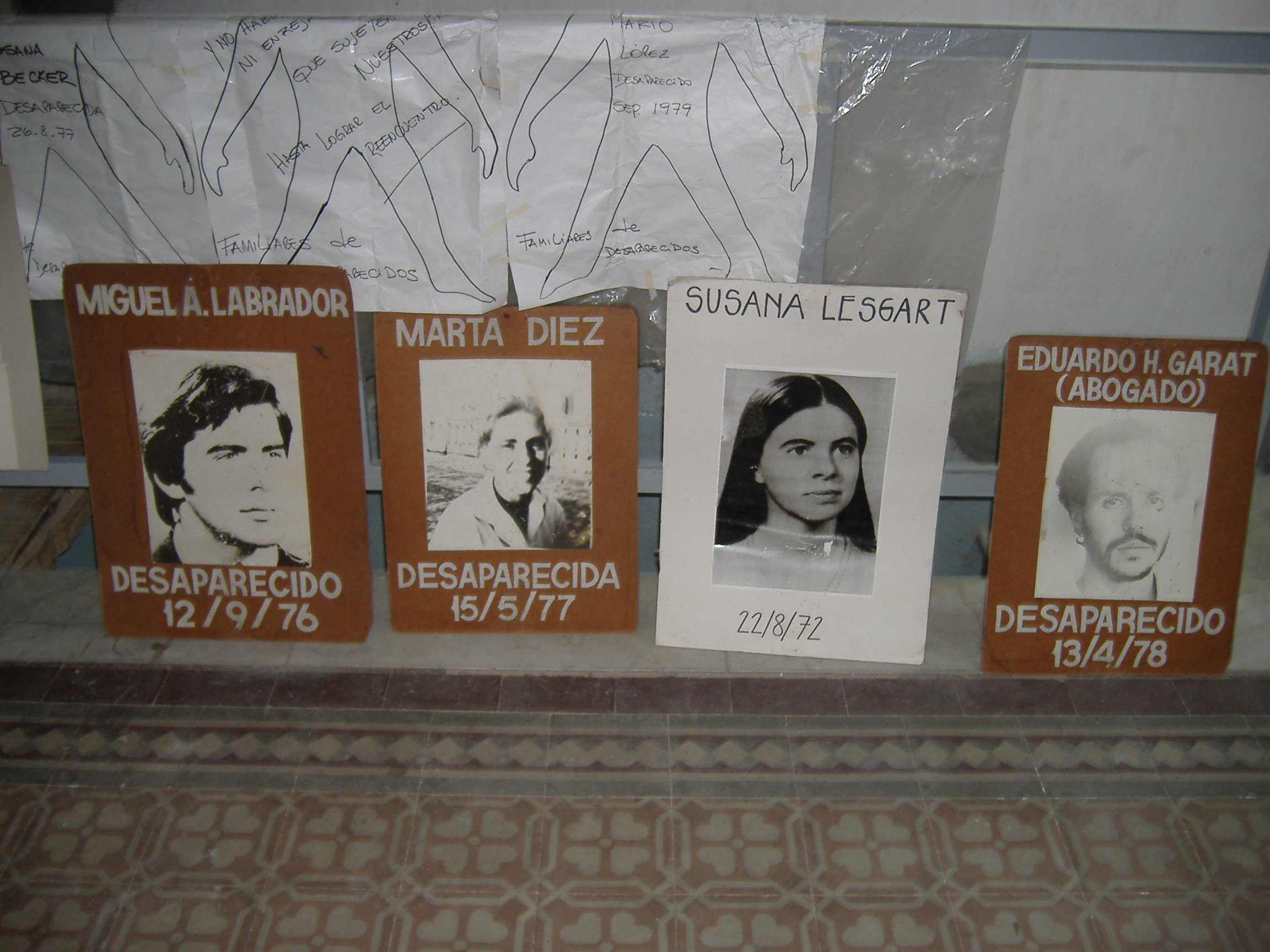
Cartel con fotografías de desaparecidos de Rosario. A la derecha se ve la fotografía de Eduardo Garat.

Texto constitucional, proyecto hegemónico y realidad histórica, es una obra póstuma de Eduardo Garat. Escrita en 1972, describe la represión que en 1976 sería aplicada con riguroso método. Se rescató un borrador mecanografiado de su obra, que posteriormente se publicó.
El libro es un ensayo sobre la Constitución peronista de 1949 y fue presentado en noviembre de 2012 en Buenos Aires, por un panel integrado por el excanciller Jorge Taiana; el entonces secretario de Derechos Humanos, Martín Fresneda; el historiador Roberto Baschetti; el editor del texto, Esteban Langhi; y Florencia Garat, hija del autor y referente de HIJOS Rosario.
En agosto de 2012 había sido presentado también en la Facultad de Derecho de Rosario.

## Homenajes
- Placa en memoria de los exalumnos desaparecidos del Colegio Nacional n.º 1, Eduardo Héctor Garat y Eduardo José Toniolli.
- Por iniciativa del Concejo Deliberante de Rosario, en 2009 se descubrió en la Plaza del Foro de Rosario, una placa recordatoria con los nombres de abogados, escribanos y empleados del Foro Local que fueron asesinados o desaparecidos durante la última dictadura militar. Allí se pueden leer los nombres de los doctores Juan Máximo Ferrarons, Felipe Manuel Rodríguez Araya, César Manuel Tabares, Alberto Coraza y Eduardo Héctor Garat, el procurador Luis Eduardo Lescano y el Empleado Judicial Roberto Borda.[16]